# Robert Traver
Robert Traver, pseudonimo di John D. Voelker (Ishpeming, 29 giugno 1903 – 18 marzo 1991), è stato uno scrittore statunitense.

## Biografia
Svolse l'attività di pubblico accusatore, avvocato e successivamente giudice della corte suprema dello stato del Michigan.
In qualità di legale nel 1952 difese con successo dall'accusa di omicidio il militare Coleman Peterson, ritenuto dalla giuria non colpevole in quanto, come sostenuto da Voelker, vittima di un "impulso irresistibile", motivato dal fatto che la vittima aveva stuprato la moglie.
Dalle vicende autobiografiche del processo lo scrittore-uomo di legge ricavò lo spunto del romanzo bestseller che gli dette la notorietà: Anatomia di un omicidio, pubblicato nel 1958, che vendette 4 milioni di copie e da cui un anno dopo fu tratto  l'omonimo film di Otto Preminger.
Nel 1959 lasciò l'attività di giudice per dedicarsi a tempo pieno a quella di scrittore e alla pesca, sua grande passione che "trasmise" al protagonista del suo romanzo più famoso.  

## Opere
- Trouble-Shooter: The Story of a Northwoods Prosecutor, 1943 (autobiografia)
- Danny and the Boys, 1951 (romanzo)
- Small Town D.A., 1954 (racconti e saggi)
- Anatomy of a Murder, 1958 (romanzo)
- Trout Madness, 1960 (racconti)
- Hornstein's Boy, 1962 (romanzo)
- Anatomy of a Fisherman, 1964 (non-fiction)
- Laughing Whitefish, 1965 (romanzo)
- The Jealous Mistress, 1967 (saggi)
- Trout Magic, 1974 (racconti)
- People Versus Kirk, 1981 (romanzo)